# Medalles del Cercle d'Escriptors Cinematogràfics de 1972
La cerimònia de lliurament de les medalles del Cercle d'Escriptors Cinematogràfics de 1972 va tenir lloc en 1973 al Cinema Palafox de Madrid. Va ser el vint-i-vuitè lliurament de aquestes medalles, atorgades per primera vegada vint-i-set anys abans pel Cercle d'Escriptors Cinematogràfics (CEC). Els premis tenien per finalitat distingir als professionals del cinema espanyol i estranger pel seu treball durant l'any 1972. Després de l'acte es va projectar la pel·lícula Fat City, dirigida per John Huston i en aquells dies encara no estrenada comercialment a Espanya.
Es van lliurar premis en les mateixes dinou modalitats de la edició anterior. No obstant això, el fet que tres dels guardons —millor pel·lícula, millor guió i millor ambientació— quedessin deserts mostra l'escassa confiança del Cercle al cinema espanyol d'aquell any. Cap pel·lícula va destacar singularment en el repartiment de medalles.

## Llista de medalles
| Categoria                            | Premiat                 | Labor premiada                 |
| ------------------------------------ | ----------------------- | ------------------------------ |
| Millor pel·lícula                    | Desert                  |                                |
| Millor director                      | Antonio Isasi-Isasmendi | Un verano para matar           |
| Millor actriu                        | Analía Gadé             | Labor de conjunt               |
| Millor actor                         | Vicente Parra           | La semana del asesino          |
| Millor actriu de repartiment         | Lola Gaos               | Labor de conjunt               |
| Millor actor de repartiment          | Fernando Sancho         | La guerrilla                   |
| Millor fotografia                    | José Aguayo             | Labor de conjunt               |
| Millor música                        | Carmelo Bernaola        | Corazón solitario              |
| Millor ambientació                   | Desert                  |                                |
| Millor guió                          | Desert                  |                                |
| Labor literària                      | Luis Gómez Mesa         | Treballs a Arriba              |
| Millor pel·lícula extranjera         | Frenesí                 | Pel·lícula                     |
| Premi revelació                      | Francesc Betriu         | Corazón solitario              |
| Millor llibre                        | Alfonso Sánchez         | Introducción al cine           |
| Labor periodística                   | Juan José Porto         | Treballs a El Alcázar i Pyresa |
| Millor curtmetratge                  | Abismo                  | De José María Carreño Bermúdez |
| Millor pel·lícula de sales especials | Muerte en Venecia       | Pel·lícula                     |
| Millor pel·lícula infantil           | Snoopy, vuelve a casa   | Pel·lícula                     |
| Labor crítica                        | Orencio Ortega Frisón   | Treball a El Noticiero         |